# Armand Leroy de Saint-Arnaud
Armand Jacques Achille Leroy de Saint-Arnaud (Párizs, 1798. augusztus 20. – Fekete-tenger, 1854. szeptember 29.) francia marsall, a mai Algéria gyarmatosítása és a krími háború résztvevője.

## Pályafutása
1833 márciusában Bugeaud de la Piconnerie márki tábornok segédtisztje lett, majd csatlakozott a Francia Idegenlégióhoz, és 1837 januárban Francia Algéria területére vezényelték, ahol gyorsan emelkedett a ranglétrán. 1845-ben népirtásra adott utasításokat, nagyjából 800 algériai nőt, gyereket és idős embert gyilkoltatott meg egy barlangban, és később is követett el hasonló cselekedeteket, például teljes településeket gyújtatott fel.
Az 1848. februári párizsi forradalom kitörésekor hiábavalóan védelmezte a monarchiát. 1851-ben vezérőrnagyként tért vissza Algériába, és Constantine tartomány katonai parancsnokává nevezték ki. 1851 őszén kinevezték hadügyminiszternek. 1851. december 2-án meghatározó szerepet játszott a leendő III. Napóleon francia császár államcsínyében. Az uralkodó hálából szenátorrá és Franciaország marsalljává nevezte ki a következő évben. 1854-ben lemondott tárcájáról, és annak ellenére, hogy súlyos gyomorrákja volt, elfogadta a krími háborúba induló francia csapatok főparancsnoki tisztét.
Saint-Arnaud tervezte meg a szeptember 14-ei partraszállást, majd részt vett a szeptember 20-ai Alma-folyói csatában, amelyben a francia-brit-török sereg vereséget mért az oroszokra. Betegsége ezután felerősödött, a marsallt hajóra tették, de nem jutott élve Franciaországba, még a Fekete-tengeren meghalt szeptember 29-én. Az Invalidusok dómjában helyezték örök nyugalomra. Nevét ma település (St Arnaud) viseli az ausztráliai Victoria államban, ahol szobrot is emeltek tiszteletére.